# Подорож людини під кепом
«Подорож людини під кепом (Єврейські колонії)» — книга Майка Йогансена, українського письменника доби «Розстріляного відродження», вперше видана 1929 р.

## Історія створення
Поштовхом до написання книги стала мандрівка автора навесні 1928го року в сільськогосподарські єврейські поселення на півдні України. Безпосередньо описано подорож Нікопольським районом. На той час у поселеннях широко розгортала свою діяльність американська організація «Джойнт», яка уклала угоду з урядом СРСР. Для підтримки та відновлення єврейських колоній Південної України року було утворено сільськогосподарський підрозділ — «Агро-Джойнт», основним завданням якого стала матеріальна та кадрова допомога колективам переселенців. Тож автора зацікавило "як живуть євреї-хлібороби", водночас мотивацію мандрівки описано у і наступних рядках:
«Падав дощ, і диспут був на ту тему, чи може єврей бути селянином, а селянин – євреєм. […] Падав дощ, і я не дуже слухав того диспута. Нехай-но не подумає читач, що нецікаво мені було те, для чого я їхав. Я допитливий філософ, я давно вже винайшов, що селянин – це не національність, а єврей – це не професія, і перевіряти своїх висновків у диспуті не збирався. Крізь сон я міркував, що я можу перевірити свої висновки там, де живуть селяни-євреї. Падав дощ, і я, мабуть, заснув».

## Критика
У рецензії на твори «Подорож людини під кепом» М. Йогансена  і «По єврейських колоніях Криворіжжя та Херсонщини» І. Сенченка в комсомольському журналі «Молодняк» тогочасний літературний критик Григорій Гельфандбейн про них висловиться негативно.
«Розглядувані книжки М.Йогансена і І.Санченка, присвячені описові вражіння авторів від поїздки по єврейських колоніях Криворіжжя і Херсонщини, навряд чи дадуть що-небудь для справи розвитку нарису, який в найближчому майбутньому фігуруватиме в українській художній літературі як самостійний і повноцінний жанр»
Тексту Йогансена, власне, присвячена більша частина цієї критики:
«Усе викладене в “Подорожі людини під кепом” вражає своєю поверховістю, легковажність і відсутністю фактичного матеріалу. Незчисленні анекдоти, неперекональні сентенції, дешеві дотепи, що межують з глузуванням, - все єсть у Йогансена, але тільки не побут єврейських колоній Криворіжжя і Херсонщини».
Причина цього криється у недотриманні автором основ жанру, які у рецензії окреслено так:
«Основна вимога, що її пред’являємо до справжнього нарису, полягає в необхідності всебічно, глибоко і правдиво висвітлювати конкретні, актуальні, ймовірні факти. Якраз фактичність, “фактографія” перш за все відрізняє нарис від белетристичної видумки».
Слід зазначити, щодо вищезазначених критеріїв жанру критик висловлює загальноприйняту позицію радянського літературознавства. Однак, те, що так обурює Гельфандбейна, а саме іронічна манера оповіді, допети, анекдоти та підкреслена суб’єктивність, навпаки слугує художній цінності тексту та є проявом оригінального авторського стилю. Сучасна українська літературознавиця Ярина Цимбал, зважаючи на ці ознаки зазначає:
«Подорожі М.Йогансена де в чому випереджають “новий журналізм”– літературний напрям, що сформувався у другій половині ХХ ст. і характеризується розширенням можливостей самовираження автора, що виступає не тільки коментатором, а й учасником описуваних подій».
Отже, текст «Подорож людини під кепом » доцільно розглядати не лише через призму традиції тогочасного нарису, а як текст із синкретичними жаровими ознаками та самобутнім стилем.
Цікаво, що і сам Майк Йогансен, у пізнішій «Подорожі в радянську Болгарію», опублікованій 1930, також полемізує із своїм сучасником, зокрема вплітаючи у текст вигаданого супутника, щоб замість займенника «я» вживати займенник «ми»; чи вводить багато статистичних даних, іронічно зауважуючи: «цифри це наша кров, наша радість, наше майбутнє»..

## Національна ідентичність
Однією із ключових тем книги є питання національної ідентичності. Це зумовлено не тільки увагою до національних меншин, що проживали на території УРСР, але й політикою українізації.
«Отак воно приблизно і з українізацією в місті Нікополі, і з євреїзацією в єврейських колоніях. Не підкрутиш – не поїдеш»., - зауважує Йогансен на сторінках твору.
Особливо яскраво тут зображено також аспект мовної взаємодії між представниками різних національних та соціальних груп.
«Нема чого й говорити, що ця російська мова була того ґатунку, що взивається в підручниках "лохвицько-одеським есперанто". З російських слів я занотував: "вопрос" (у нас вважають, що по-руськи всяка справа – "вопрос"), "на сегодняшній день" ("на сегодняшній день озимі цієї зими пропали"), "создавшее положеніе", "плюс к етому", "почему я дольжен страдать", "спрашівається" і ще два-три вирази, що на їх підставі голова КНС, мисливець і рибалка, гадає, що і євреї, і хохли у Нікопольськім районі говорять російською мовою».
Звісно, проблему національної ідентичності письменник розкриває  і через власну постать.
«Моє прізвище! Як я міг би сказати їм своє прізвище, що наробило мені вже стільки лиха. Я давно знаю, що якби моє прізвище було Грицюк, то був би я знаменитий поет української землі. [...] Каюся, з дурних гордощів не перемінив я фамілії свого батька на Остапчука або Якимчука і зоставсь невідомий українському читачеві на десятки років».
В контексті національної приналежності не можливо оминути й фінальні висловлювання автора :
«Я, філософ під кепом, бачив ці місця в тисяча дев'ятсот двадцять восьмім році, на одинадцятім році робочої революції Я нічого не навчився з цієї подорожі, бо й раніше вважав, що бути євреєм – це не професія, а бути хліборобом – це не національна ознака; я побачив те, що й чекав побачити…» 
Зрештою Майк Йогансен покладається на те, що читач, натомість, може замислитись, над власними переконаннями:
«І вам, щирі мої куми й сватове зі Старобільщини, що козакували колись із дідом моїм, я не раджу їхати в єврейські колонії. Бо якщо ви не схочете побачити, то й не побачите, любі мої куми й сватове. Натомість, любі мої, сядьте на призьбі, натопчіть у люльку ручкового, викрешіть огню на губку, прикуріть і подумайте».

## Видання
- Йогансен М. Подорож людини під кепом (Єврейські колонії). — [Х.]: ДВУ, 1929. — 80 с.
- Йогансен М. Три подорожі: (Нариси). — Х.; К. : Літ. і мистецтво, 1932. — 188 с.
- Йогансен М. Подорожі філософа під кепом. —  К.: Темпора, 2016. - 448 с.